# (1876) Napolitania
(1876) Napolitania es un asteroide que forma parte del cinturón interior de asteroides y fue descubierto por Charles Thomas Kowal el 31 de enero de 1970 desde el observatorio del Monte Palomar, Estados Unidos.

## Designación y nombre
Napolitania fue designado al principio como 1970 BA.
Más tarde se nombró por la ciudad italiana de Nápoles.

## Características orbitales
Napolitania orbita a una distancia media del Sol de 1,964 ua, pudiendo alejarse hasta 2,058 ua y acercarse hasta 1,87 ua. Tiene una excentricidad de 0,04777 y una inclinación orbital de 23,11°. Emplea en completar una órbita alrededor del Sol 1005 días.
Napolitania pertenece al grupo asteroidal de Hungaria.